# Petra Šímová
Petra Šímová (* 1983) je česká pedagožka, úřednice a sportovkyně věnující se bikini fitness. Vyučuje ekonomii, informatiku a občanskou nauku na Střední hospodářské a lesnické škole ve Frýdlantu. Současně s tím pracuje pro SV pojišťovnu. Bydlí v nedaleké obci Pertoltice.
Sportu se věnovala již během svého mládí, když chodila na karate a poté na softball. Po sňatku začala pod vedením svého manžela s posilováním. Roku 2018 se začala připravovat na fitness soutěž zaštítěnou mezinárodní federací iCompete Natural. Na konci sezóny zvítězila na mistrovství republiky a ovládla rovněž mistrovství Evropy, které se konalo na Slovensku. V roce 2023 se v kutnohorském kulturním domě Lorec konalo 16. dubna mistrovství Čech mužů a žen v oblasti kulturistiky a fitness. Šímová zvítězila v kategorii bikini fitness do 160 centimetrů výšky a v absolutním pořadí bikini fitness skončila na druhém místě, když ji pokořila Kateřina Ottová.